# Novruk in drugi proti Rusiji
Novruk in drugi proti Rusiji je primer, v katerem je Evropsko sodišče za človekove pravice razsodilo, da ruska zakonodaja posega v družinsko in zasebno življenje in je diskriminatorna do HIV pozitivnih tujcev. 

## Ozadje primera in postopek
V obravnavanem primeru je pet pritožnikov vložilo pritožbo na Evropsko sodišče za človekove pravice (v nadaljevanju ESČP) zaradi kršitev človekovih pravic v Rusiji, kjer so slednji podali vloge za izdajo dovoljenja za bivanje, v zvezi s katerimi so morali opraviti zdravniški pregled, ki je vključeval tudi testiranje na virus HIV. Zaradi HIV pozitivnega testa vseh vlagateljev, vlogam za izdajo dovoljenja za bivanje ni bilo ugodeno, ker ruska zakonodaja HIV pozitivnim tujcem preprečuje bivanje v državi. Pritožniki so zoper izdane odločbe že v Rusiji uveljavljali pravna sredstva, katerim ni bilo ugodeno. 
Sklicujoč se na 14. člen (prepoved diskriminacije) v povezavi z 8. členom (pravica do spoštovanja zasebnega in družinskega življenja) Evropske konvencije o varstvu človekovih pravic in temeljnih svoboščin (v nad. Konvencije), vseh pet pritožnikov zatrjuje, da so bili diskiminirani glede na njihovo zdravstveno stanje in jim je hkrati bila kršena pravica do zasebnega in družinskega življenja. Eden izmed pritožnikov pa je zatrjeval, da je bil zaradi vložitve pritožbe na ESČP deležen izvajanja pritiskov s strani ruskih organov pregona, s čimer naj bi mu bila omejena pravica do uveljavljanja pravnih sredstev pred ESČP določena v 34. členu Konvencije. 
Sodišče se je ukvarjalo z vprašanjem, ali so bili pritožniki diskriminirani glede na njihovo zdravstveno stanje, in ali je Rusija posegala v pravico do spoštovanja zasebnega in družinskega življenja, ter s tem kršila Konvencijo, kot tudi ali je enemu izmed pritožnikov bila omejena pravica do uveljavljanja pravnih sredstev pred Evropskim sodiščem. 

## Odločitev ESČP
ESČP je razsodilo, da je Rusija kršila Konvencijo, saj so bili pritožniki žrtve diskriminacije glede na njihovo zdravstveno stanje in da jim je bila v zvezi s tem kršena tudi pravica do spoštovanja zasebnega in družinskega življenja. ESČP poudarja, da so odločitve ruskih pristojnih organov za zavrnitev zahtev za prebivanje v Rusiji temeljile na neupravičeni generalizaciji oseb okuženih z virusom HIV in sicer, da bi se vključile v nevarno vedenje, kot so nezaščiteni spolni odnosi ali delitev kontaminirane injekcije, čeprav pritožniki niso bili nikoli osumljeni ali obtoženi takšnih dejanj. Še več, v zadevi enega izmed pritožnikov, je ugotovitev sodišča temeljila na znanstveno lažnem razlogu, in sicer, da bi se lahko prenesel virus HIV z uporabo skupnih prostorov v študentskem domu. ESČP je poudarilo, da bi morali ruski migracijski organi pred odločitvijo o vlogi za izdajo dovoljenja za bivanje individualno presoditi vsa dejstva pomembna za odločitev v vsakem posameznem primeru, ne pa, da je njihova odločitev temeljila na vnaprej določeni klasifikaciji celotne skupine posameznikov okuženim z virusom HIV brez dejanske podlage. Če je taka odločitev temeljila na vnaprej določeni klasifikaciji celotne skupine ranljivih posameznikov, kot grožnje javnemu zdravju izključno zaradi njihovega zdravstvenega stanja, se ne more šteti za združljivo z zaščito pred diskriminacijo iz 14. člena Konvencije. Pritožba enega izmed pritožnikov, ki je zatrjeval, da so ruski organi pregona zaradi uveljanja pravic na ESČP nad njim izvajali prisilo in mu s tem ovirali izvajanje pravic, kar naj bi pomenilo kršitev 34. člena Konvencije, pa je bila zavrnjena, saj uveljavljana kršitev ni bila ugotovljena. 
V konkretnem primeru je ESČP odločalo v Senatu v sestavi sedmih sodnikov, odločitev je bila soglasna. 